# Chang-Refsdal-Linse
Die Chang-Refsdal-Linse ist eine Punktmassen-Gravitationslinse, die durch einen sogenannten Scherterm gestört ist.
Der Name stammt von Kyongae Chang und Sjur Refsdal, die 1979 einen Artikel in der Wissenschaftszeitschrift Nature veröffentlichten, der beschrieb, dass einzelne Vordergrundsterne die Helligkeit von Quasaren beeinflussen können.

## Physikalischer Hintergrund
Dieser Gravitationslinsentyp stellt ein Modell für die Wirkung eines einzelnen Sterns dar, der sich in der Sichtlinie eines der Bilder eines Hintergrundobjektes (zum Beispiel Quasar) befindet, das durch den Gravitationslinseneffekt einer Galaxie verursacht wird. Kyongae Chang hat in ihrer Dissertation (1980) gezeigt, dass dieses Bild in bis zu vier Unterbilder aufgespalten werden kann. Aufgrund des sehr kleinen Winkelabstandes können diese Bilder nicht direkt beobachtet werden. Allerdings kann es bei der Entstehung der Bilder, wenn der Stern in die Sichtlinie läuft, zu drastischen, charakteristischen Helligkeitsvariationen kommen, aus denen Informationen über die Masse des Sterns oder die Struktur des Hintergrundobjektes gewonnen werden können. Die Betrachtung von ein oder mehreren Sternen, die diesen Effekt erzeugen, wird auch Mikrogravitationslinseneffekt genannt.